# Llista de cançons del DJ Hero
Repertori complet del DJ Hero, videojoc musical desenvolupat FreeStyleGames i publicat per Activision. Disponible per a les consoles PlayStation 2, PlayStation 3, Wii i Xbox 360, el videojoc es va posar a la venda a l'octubre de 2009. Es tracta d'una nova expansió de la saga Guitar Hero però amb la diferència que està dedicat al turntablism en lloc de la guitarra i a les bandes de rock. Per això inclou un nou controlador que representa una taula de mescles que inclou botons per activar els beats, ajustar el crossfader entre dues cançons i realitzar scratch. Amb aquest nou dispositiu, els jugadors poden simular les accions d'un disc jockey. La jugabilitat és força semblant a la resta de títols de la saga amb alguns canvis. Disposa de tres modes de joc bàsics: carrera individual, cooperatiu i competitiu, però en canvi no apareix un mesurador del nivell de l'actuació.
El joc inclou un total de 94 remescles, la majoria fetes amb dues cançons diferents, que provenen d'una llista de 100 cançons individuals. Deu de les cançons inclouen talls de guitarra que poden ser jugats utilitzant el controlador de guitarra de la saga mitjançant el mode de joc "DJ vs Guitar". A més de la banda sonora pròpia, el videojoc permet afegir material descarregable mitjançant les botigues virtuals de cada consola. La majoria de les remescles foren creades per l'equip de FreeStyleGames, que van tenir la col·laboració de famosos DJs com: Grandmaster Flash, DJ Shadow, DJ AM, DJ Z-Trip, DJ Jazzy Jeff, Daft Punk i Scratch Perverts.

## Repertori principal
La banda sonora està formada per 94 cançons organitzades en 24 llistes de cançons diferents i seguint un ordre de dificultat. Tot el repertori no està disponible des de l'inici, sinó que cal guanyar un determinat nombre d'estrelles que s'aconsegueixen a partir de la qualitat de les actuacions realitzades. En la taula presentada a continuació es mostren totes les remescles que conté el repertori principal, incloent les dues cançons individuals que contribueixen en la mescla i l'artista que ha realitzat la remescla.
| Títol 1                                  | Artista 1                                     | Títol 2                                                | Artista 2                                                    | Artista remescla  | Part guitarra | Escenari                   |
| ---------------------------------------- | --------------------------------------------- | ------------------------------------------------------ | ------------------------------------------------------------ | ----------------- | ------------- | -------------------------- |
| "Ace of Spades"                          | Motörhead                                     | "Groundhog"                                            | NOISIA                                                       | FreeStyleGames    | 1             | Born To Rock               |
| "Ain't No Love in the Heart of the City" | Bobby "Blue" Bland                            | "Fuzz and Them"                                        | Connie Price & The Keystones                                 | FreeStyleGames    |               | Scratching The Surface     |
| "Ain't No Love in the Heart of the City" | Bobby "Blue" Bland                            | "How Do U Want It"                                     | 2Pac                                                         | FreeStyleGames    |               | Digging Deeper             |
| "All Eyez on Me"                         | 2Pac                                          | "Bittersweet Symphony" (instrumental)                  | The Aranbee Pop Symphony Orchestra                           | FreeStyleGames    |               | Breaking Needles           |
| "Another One Bites the Dust"             | Queen                                         | "Brass Monkey"                                         | Beastie Boys                                                 | DJ Z-Trip         |               | DJ Z-Trip Presents         |
| "Another One Bites the Dust"             | Queen                                         | "Da Funk"                                              | Daft Punk                                                    | Daft Punk         |               | Scratching The Surface     |
| "Around the World"                       | Daft Punk                                     | "Bust a Move"                                          | Young MC                                                     | Daft Punk         |               | Daft Punk Record Bag       |
| "Beats"                                  | Shlomo                                        | "The Big Beat"                                         | Billy Squier                                                 | FreeStyleGames    |               | DJ Yoda Presents           |
| "Beats and Pieces"                       | Scratch Perverts                              | −                                                      | −                                                            | Scratch Perverts  |               | Scratch Perverts Presents  |
| "Beverly Hills"                          | Weezer                                        | "Fresh Rhymes and Videotape"                           | Evidence featuring The Alchemist, Aceyalone, Rakaa & 88 Keys | FreeStyleGames    | 1             | Thrashed And Mashed        |
| "The Big Beat"                           | Billy Squier                                  | "Lapdance"                                             | N.E.R.D.                                                     | FreeStyleGames    | 1             | Thrashed And Mashed        |
| "Bittersweet Symphony" (instrumental)    | The Aranbee Pop Symphony Orchestra            | "Rock the Bells"                                       | LL Cool J                                                    | DJ Jazzy Jeff     |               | DJ Jazzy Jeff Presents     |
| "Boom Boom Pow"                          | The Black Eyed Peas                           | "Satisfaction"                                         | Benny Benassi                                                | FreeStyleGames    |               | Digging Deeper             |
| "Boom"                                   | Grandmaster Flash                             | "Tap"                                                  | Grandmaster Flash                                            | Grandmaster Flash |               | Grandmaster Flash Presents |
| "Bring the Noise 20XX"                   | Public Enemy featuring Zakk Wylde             | "Genesis"                                              | Justice                                                      | DJ Z-Trip         |               | DJ Z-Trip Presents         |
| "Bring the Noise 20XX (DJ-Guitar Mix)"   | Public Enemy featuring Zakk Wylde             | −                                                      | −                                                            | FreeStyleGames    | 1             | Born To Rock               |
| "Bustin' Loose"                          | Chuck Brown & The Soul Searchers              | "Bust a Move"                                          | Young MC                                                     | FreeStyleGames    |               | Extended Play              |
| "Bustin' Loose"                          | Chuck Brown & The Soul Searchers              | "Time of the Season"                                   | The Zombies                                                  | DJ Shadow         |               | DJ Shadow Presents         |
| "Change Clothes"                         | Jay-Z featuring Pharrell Williams             | "All Eyez on Me"                                       | 2Pac                                                         | FreeStyleGames    |               | Jay-Z Mixtape              |
| "Da Funk"                                | Daft Punk                                     | "Strange Enough"                                       | N.A.S.A. featuring Karen O, ODB & Fatlip                     | Daft Punk         |               | Daft Punk Record Bag       |
| "Day 'N' Nite"                           | Kid Cudi                                      | "Boom Boom Pow"                                        | The Black Eyed Peas                                          | FreeStyleGames    |               | Revenge Of The Boom Bop    |
| "Disco Inferno"                          | 50 Cent                                       | "Last Night a DJ Saved My Life"                        | Indeep                                                       | FreeStyleGames    |               | Breaking Needles           |
| "Disco Inferno"                          | 50 Cent                                       | "Let's Dance"                                          | David Bowie                                                  | FreeStyleGames    |               | Cut And Paste              |
| "Disturbia"                              | Rihanna                                       | "Control"                                              | Kid Sister                                                   | FreeStyleGames    |               | Digging Deeper             |
| "Disturbia"                              | Rihanna                                       | "Disco Inferno"                                        | The Trammps                                                  | FreeStyleGames    |               | In The Groove              |
| "Disturbia"                              | Rihanna                                       | "Somebody Told Me"                                     | The Killers                                                  | FreeStyleGames    | 1             | Thrashed And Mashed        |
| "The Edge"                               | David Axelrod                                 | "Eric B. Is President"                                 | Eric B. & Rakim                                              | FreeStyleGames    |               | Extended Play              |
| "Excuse Me Miss"                         | Jay-Z featuring Pharrell Williams             | "Give It to Me Baby"                                   | Rick James                                                   | FreeStyleGames    |               | Jay-Z Mixtape              |
| "Feel Good Inc."                         | Gorillaz                                      | "Atomic"                                               | Blondie                                                      | FreeStyleGames    |               | Party Rockin'              |
| "Fight! Smash! Win!"                     | Street Sweeper Social Club                    | "Intergalactic"                                        | Beastie Boys                                                 | FreeStyleGames    | 1             | Born To Rock               |
| "Fix Up, Look Sharp"                     | Dizzee Rascal                                 | "Genesis"                                              | Justice                                                      | FreeStyleGames    |               | In The Groove              |
| "Fix Up, Look Sharp"                     | Dizzee Rascal                                 | "Organ Donor (Extended Overhaul)"                      | DJ Shadow                                                    | FreeStyleGames    |               | Hip Hop Rules              |
| "Good Thang"                             | Q-Tip                                         | "The Big Beat"                                         | Billy Squier                                                 | J.Period          |               | J.Period Presents          |
| "Groundhog (Beat Juggle)"                | NOISIA                                        | −                                                      | −                                                            | Scratch Perverts  |               | Scratch Perverts Presents  |
| "Here Comes My DJ"                       | Grandmaster Flash featuring DJ Kool & DJ Demo | "Cars"                                                 | Gary Numan                                                   | Grandmaster Flash |               | Grandmaster Flash Presents |
| "Here's a Little Somethin' for Ya"       | Beastie Boys                                  | "The Number Song (2009 Version)"                       | DJ Shadow                                                    | DJ Shadow         |               | DJ Shadow Presents         |
| "Hollaback Girl"                         | Gwen Stefani                                  | "Feel Good Inc."                                       | Gorillaz                                                     | FreeStyleGames    |               | In The Groove              |
| "Hollaback Girl"                         | Gwen Stefani                                  | "Give It to Me Baby"                                   | Rick James                                                   | FreeStyleGames    |               | On The Wheels Of Steel     |
| "Hollaback Girl"                         | Gwen Stefani                                  | "Last Night a DJ Saved My Life"                        | Indeep                                                       | DJ AM             |               | DJ AM Presents             |
| "How Ya Like Me Now"                     | Kool Moe Dee                                  | "I Like to Move It"                                    | Reel 2 Real featuring The Mad Stuntman                       | FreeStyleGames    |               | In The Groove              |
| "I Heard It Through the Grapevine"       | Marvin Gaye                                   | "Feel Good Inc."                                       | Gorillaz                                                     | FreeStyleGames    |               | On The Wheels Of Steel     |
| "I Heard It Through the Grapevine"       | Marvin Gaye                                   | "Let's Dance"                                          | David Bowie                                                  | FreeStyleGames    |               | Breaking Needles           |
| "I Want You Back"                        | The Jackson 5                                 | "Just to Get a Rep"                                    | Gang Starr                                                   | DJ Yoda           |               | DJ Yoda Presents           |
| "I Want You Back"                        | The Jackson 5                                 | "Semi-Charmed Life"                                    | Third Eye Blind                                              | FreeStyleGames    |               | Digging Deeper             |
| "I Want You Back"                        | The Jackson 5                                 | "Semi-Charmed Life"                                    | Third Eye Blind                                              | FreeStyleGames    | 1             | Thrashed And Mashed        |
| "Ice Ice Baby"                           | Vanilla Ice                                   | "Straight Up"                                          | Paula Abdul                                                  | FreeStyleGames    |               | Extended Play              |
| "Ice Ice Baby"                           | Vanilla Ice                                   | "U Can't Touch This"                                   | MC Hammer                                                    | FreeStyleGames    |               | Hip Hop Rules              |
| "Insane in the Brain"                    | Cypress Hill                                  | "Spooky"                                               | Classics IV                                                  | FreeStyleGames    |               | Party Rockin'              |
| "Insane in the Brain"                    | Cypress Hill                                  | "The Edge"                                             | David Axelrod                                                | FreeStyleGames    |               | DJ Jazzy Jeff Presents     |
| "Intergalactic"                          | Beastie Boys                                  | "Rapture"                                              | Blondie                                                      | FreeStyleGames    |               | Cut And Paste              |
| "Izzo (H.O.V.A.)"                        | Jay-Z                                         | "I Want You Back"                                      | The Jackson 5                                                | FreeStyleGames    |               | Jay-Z Mixtape              |
| "Izzo (H.O.V.A.)"                        | Jay-Z                                         | "My Name Is"                                           | Eminem                                                       | FreeStyleGames    |               | Jay-Z Mixtape              |
| "Jack of Spades"                         | Boogie Down Productions                       | "Let's Dance"                                          | David Bowie                                                  | DJ Shadow         |               | DJ Shadow Presents         |
| "Jayou"                                  | Jurassic 5                                    | "Rockit"                                               | Herbie Hancock                                               | FreeStyleGames    |               | Tearing Up Wax             |
| "Jayou"                                  | Jurassic 5                                    | "The Big Beat"                                         | Billy Squier                                                 | FreeStyleGames    |               | Hip Hop Rules              |
| "Juke Box Hero"                          | Foreigner                                     | "DJ Hero"                                              | DJ Z-Trip featuring MURS                                     | DJ Z-Trip         | 1             | Born To Rock               |
| "Juke Box Hero"                          | Foreigner                                     | "DJ Hero"                                              | DJ Z-Trip featuring MURS                                     | DJ Z-Trip         |               | DJ Z-Trip Presents         |
| "Just to Get a Rep"                      | Gang Starr                                    | "Shook Ones part II"                                   | Mobb Deep                                                    | J.Period          |               | J.Period Presents          |
| "Last Night a DJ Saved My Life"          | Indeep                                        | "Word Up!"                                             | Cameo                                                        | FreeStyleGames    |               | Revenge Of The Boom Bap    |
| "Lee Majors Come Again"                  | Beastie Boys                                  | "Da Funk"                                              | Daft Punk                                                    | Cut Chemist       |               | DJ Shadow Presents         |
| "Lookin' at Me"                          | Wale                                          | "Hey Mama"                                             | The Black Eyed Peas featuring Tippa Irie                     | FreeStyleGames    |               | Extended Play              |
| "Megamix 1"                              | Daft Punk                                     | −                                                      | −                                                            | Daft Punk         |               | Daft Punk Record Bag       |
| "Megamix 2"                              | Daft Punk                                     | −                                                      | −                                                            | Daft Punk         |               | Daft Punk Record Bag       |
| "Monkey Wrench"                          | Foo Fighters                                  | "Sabotage"                                             | Beastie Boys                                                 | FreeStyleGames    | 1             | Born To Rock               |
| "Mr. Big Stuff"                          | Jean Knight                                   | "Born to Roll"                                         | Masta Ace                                                    | FreeStyleGames    |               | Scratching The Surface     |
| "My Name Is"                             | Eminem                                        | "Loser"                                                | Beck                                                         | FreeStyleGames    |               | On The Wheels Of Steel     |
| "Nothing But You"                        | Paul van Dyk                                  | "I Can't Stop (David Penn Remix)"                      | Sandy Rivera featuring David Penn                            | FreeStyleGames    |               | Tearing Up Wax             |
| "Paper Planes"                           | M.I.A.                                        | "Eric B. Is President"                                 | Eric B. & Rakim                                              | Scratch Perverts  |               | Scratch Perverts Presents  |
| "Paper Planes"                           | M.I.A.                                        | "Lookin' at Me"                                        | Wale                                                         | FreeStyleGames    |               | Breaking Needles           |
| "Play That Funky Music"                  | Wild Cherry                                   | "Just to Get a Rep"                                    | Gang Starr                                                   | FreeStyleGames    | 1             | Thrashed And Mashed        |
| "Poison"                                 | Bell Biv DeVoe                                | "Intergalactic"                                        | Beastie Boys                                                 | DJ AM             |               | DJ AM Presents             |
| "Poison"                                 | Bell Biv DeVoe                                | "Word Up!"                                             | Cameo                                                        | FreeStyleGames    |               | Party Rockin'              |
| "Poison (Beat Juggle)"                   | Bell Biv DeVoe                                | −                                                      | −                                                            | FreeStyleGames    |               | DJ AM Presents             |
| "Put Your Hands Up 4 Detroit"            | Fedde Le Grand                                | "I Can't Stop (David Penn Remix)"                      | Sandy Rivera featuring David Penn                            | FreeStyleGames    |               | On The Wheels Of Steel     |
| "Robot Rock"                             | Daft Punk                                     | "Al Naafyish (The Soul)"                               | Hashim                                                       | Scratch Perverts  |               | Scratch Perverts Presents  |
| "Robot Rock"                             | Daft Punk                                     | "We Will Rock You"                                     | Queen                                                        | Daft Punk         |               | Daft Punk Record Bag       |
| "Rockit"                                 | Herbie Hancock                                | "Lapdance"                                             | N.E.R.D.                                                     | Grandmaster Flash |               | Grandmaster Flash Presents |
| "Rockit (Beat Juggle)"                   | Herbie Hancock                                | −                                                      | −                                                            | FreeStyleGames    |               | The Vinyl Cut              |
| "Satisfaction"                           | Benny Benassi                                 | "Elements of Life"                                     | Tiësto                                                       | FreeStyleGames    |               | The Vinyl Cut              |
| "Short Circuit"                          | Daft Punk                                     | "Jack of Spades"                                       | Boogie Down Productions                                      | Daft Punk         |               | Daft Punk Record Bag       |
| "Shout"                                  | Tears for Fears                               | "Eric B. Is President"                                 | Eric B. & Rakim                                              | DJ Jazzy Jeff     |               | DJ Jazzy Jeff Presents     |
| "Shout"                                  | Tears for Fears                               | "Pjanoo"                                               | Eric Prydz                                                   | FreeStyleGames    |               | Party Rockin               |
| "Shout"                                  | Tears for Fears                               | "Six Days (Remix)"                                     | DJ Shadow featuring Mos Def                                  | FreeStyleGames    |               | Revenge Of The Boom Bop    |
| "Shut 'Em Down"                          | Public Enemy                                  | "Where It's At"                                        | Beck                                                         | FreeStyleGames    |               | Revenge Of The Boom Bap    |
| "Six Days (Remix)"                       | DJ Shadow                                     | "Annie's Horn"                                         | D-Code                                                       | FreeStyleGames    |               | Tearing Up Wax             |
| "Somebody Told Me"                       | The Killers                                   | "Pjanoo"                                               | Eric Prydz                                                   | FreeStyleGames    |               | Cut And Paste              |
| "Strange Enough"                         | N.A.S.A. featuring Karen O, ODB & Fatlip      | "Theme from Shaft"                                     | Isaac Hayes                                                  | FreeStyleGames    |               | Tearing Up Wax             |
| "Technologic"                            | Daft Punk                                     | "Cars"                                                 | Gary Numan                                                   | Daft Punk         |               | Daft Punk Record Bag       |
| "Television Rules the Nation"            | Daft Punk                                     | "Hella Good"                                           | No Doubt                                                     | Daft Punk         |               | Daft Punk Record Bag       |
| "Tutti Frutti"                           | Little Richard                                | "Beats"                                                | Shlomo                                                       | DJ Yoda           |               | DJ Yoda Presents           |
| "Universal Mind Control (U.M.C.)"        | Common                                        | "Jeep Ass Gutter (Aaron LaCrate & Debonair Samir RMX)" | Masta Ace                                                    | Scratch Perverts  |               | Scratch Perverts Presents  |
| "Where It's At"                          | Beck                                          | "Six Days (Remix)"                                     | DJ Shadow featuring Mos Def                                  | FreeStyleGames    |               | Cut And Paste              |
| "Zulu Nation Throwdown"                  | Afrika Bambaataa                              | "Get Down"                                             | Freedom Express                                              | FreeStyleGames    |               | Hip Hop Rules              |

## Material descarregable
Regularment s'havien d'afegir noves remescles pel DJ Hero que estaven disponibles com a material descarregable mitjançant les respectives botigues online de cada consola. Mentre que per la resta de videojocs de la saga que disposen d'aquesta possibilitat, el preu aproximat era de $2 per cançó, el cost mitjà per les remescles del DJ Hero és de $3. Per la PlayStation 3 i per la Xbox 360, les cançons es venen en paquets, mentre que per la Wii estan disponibles individualment. Tanmateix, entre el segon i el tercer pack van passar quatre mesos, fet que es va interpretar com els darrers moviments a la desesperada d'Activison per revitalitzar el videojoc.
| Títol 1                     | Artista 1                                  | Títol 2                         | Artista 2    | Artista remescla | Part guitarra | Nom pack                  | Llançament  |
| --------------------------- | ------------------------------------------ | ------------------------------- | ------------ | ---------------- | ------------- | ------------------------- | ----------- |
| "All of Me"                 | 50 Cent feat. Mary J. Blige                | "Radio Ga Ga"                   | Queen        | FreeStyleGames   |               | Extended Mix Pack 01      | 27/10/2009  |
| "DARE"                      | Gorillaz                                   | "Can't Truss It"                | Public Enemy | FreeStyleGames   |               | Extended Mix Pack 01      | 27/10/2009  |
| "When Love Takes Over"      | David Guetta feat. Kelly Rowland           | −                               | −            | David Guetta     |               | David Guetta Mix Pack 01  | 24/11/2009  |
| "Sexy Chick"                | David Guetta feat. Akon                    | −                               | −            | David Guetta     |               | David Guetta Mix Pack 01  | 24/11/2009  |
| "On The Dance Floor"        | David Guetta feat. will.i.am and apl.de.ap | −                               | −            | David Guetta     |               | David Guetta Mix Pack 01  | 24/11/2009  |
| "Shake That"                | Eminem                                     | "Show Me What You Got"          | Jay-Z        | FreeStyleGames   |               | Jay-Z vs. Eminem Mix Pack | 18/03/2010a |
| "Without Me"                | Eminem                                     | "Encore"                        | Jay-Z        | FreeStyleGames   |               | Jay-Z vs. Eminem Mix Pack | 18/03/2010a |
| "Can I Get A..."            | Jay-Z                                      | "Lose Yourself"                 | Eminem       | FreeStyleGames   |               | Jay-Z vs. Eminem Mix Pack | 18/03/2010a |
| "Sandstorm"                 | Darude                                     | "Higher State of Consciousness" | Josh Wink    | FreeStyleGames   |               | Domination Pack           | 29/04/2010  |
| "Wolfgang's Fifth Symphony" | Wolfgang Gartner                           | −                               | −            | FreeStyleGames   |               | Domination Pack           | 29/04/2010  |
| "Red Mist VIP"              | Danny Byrd                                 | −                               | −            | FreeStyleGames   |               | Domination Pack           | 29/04/2010  |
| "Just Dance"                | Lady Gaga                                  | "Ghosts n' Stuff"               | Deadmau5     | FreeStyleGames   |               | Senzill                   | 08/06/2010b |
| "Poker Face"                | Lady Gaga                                  | "Girls on Film"                 | Duran Duran  | FreeStyleGames   |               | Dance Party Mix Pack      | −           |
| "Buttonz"                   | Pussycat Dolls                             | −                               | −            | FreeStyleGames   |               | Dance Party Mix Pack      | −           |
| "SOS"                       | Rihanna                                    | −                               | −            | FreeStyleGames   |               | Dance Party Mix Pack      | −           |